# Adobe Edge
Adobe Edge ist ein Softwarepaket des US-amerikanischen Softwareunternehmens Adobe Inc. Es besteht aus verschiedenen Programmen zur Entwicklung und zur Veröffentlichung von Inhalten im World Wide Web.
Zu Adobe Edge gehören die Programme
- Adobe Edge Animate
- Adobe Edge Reflow
- Adobe Edge Code (basierend auf Adobe Brackets)
- Adobe Edge Inspect

sowie die Zusatzsoftware
- Adobe Edge Web Fonts
- PhoneGap
- Typekit